# 复活节彩蛋

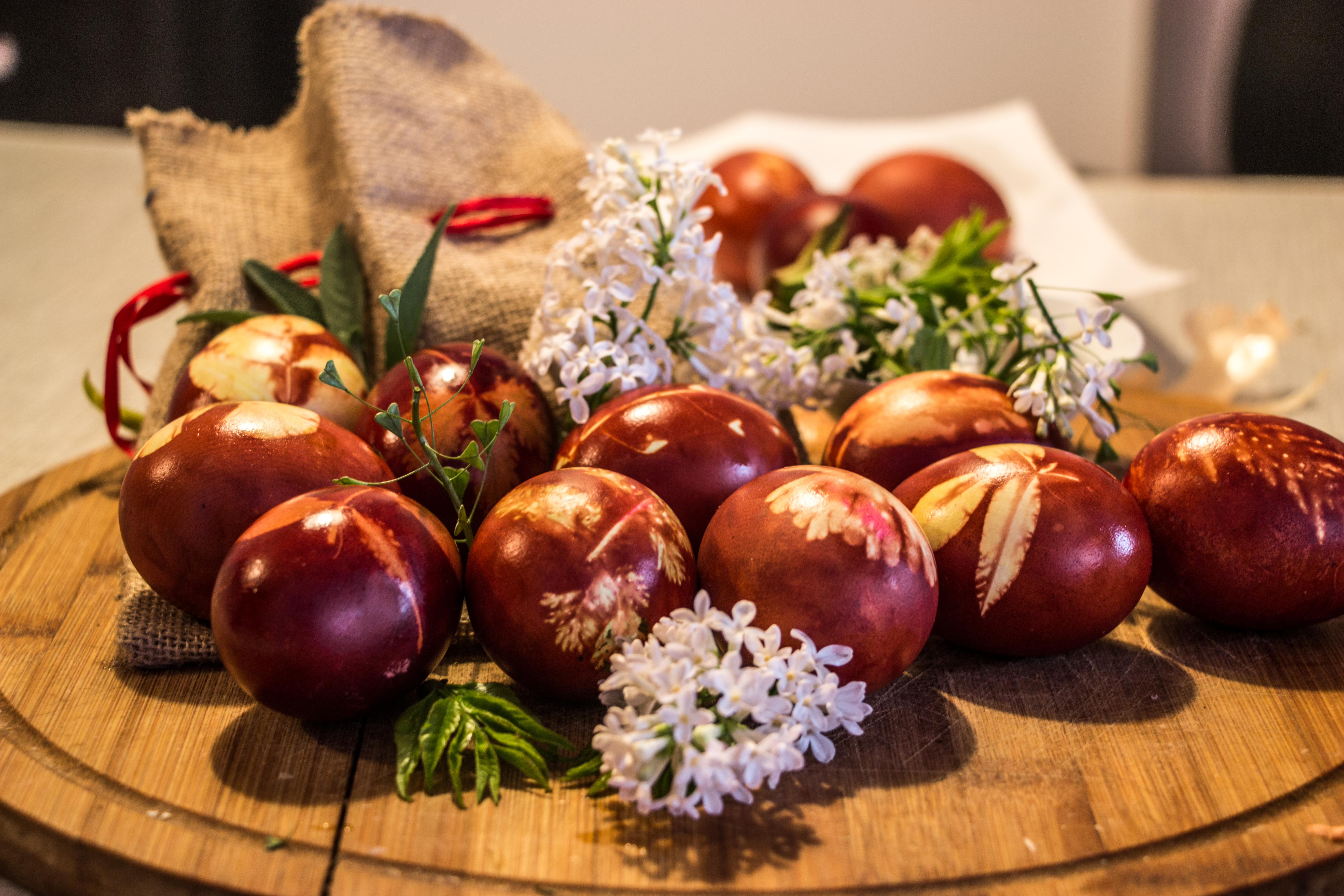
复活节蛋

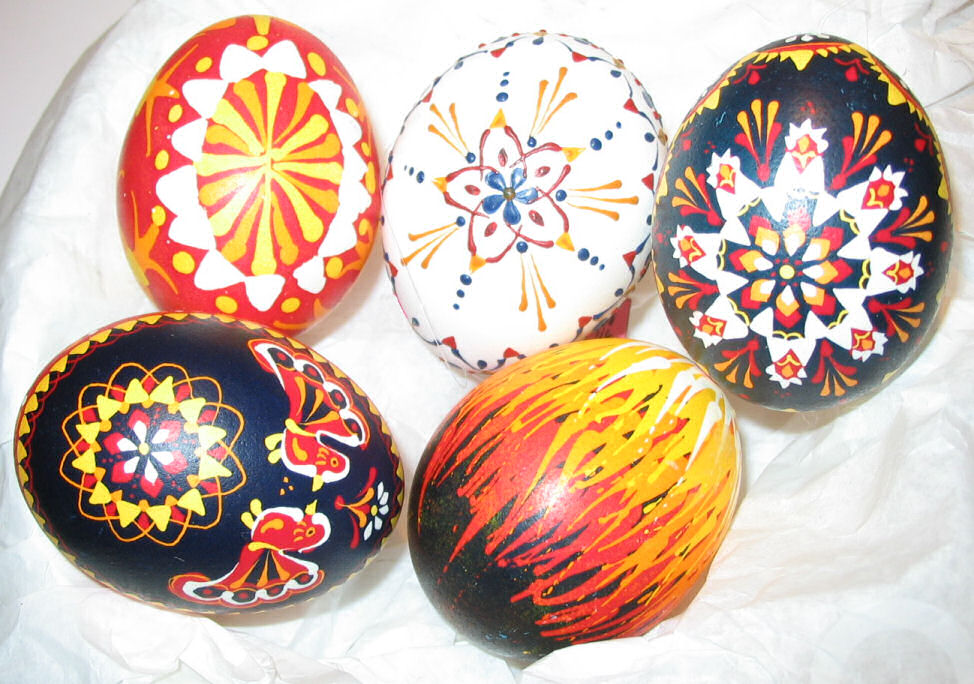
塞尔维亚复活节彩蛋

复活节彩蛋是西方国家在庆祝复活节时特别装饰性的蛋。传统上一般是使用经过染色的蛋类。现代的习惯通常是使用蛋状的巧克力代替。彩蛋一般事先藏好，然后由儿童来找寻。是復活节的象征性物品，是表达友谊、关爱和祝愿的方式。基督徒以復活蛋比喻為「新生命的開始」，象徵「耶穌復活、走出石墓」。
用蛋來象徵生命的復活，在耶穌基督降生之前就已經很流行。西歐人士相信蛋有兩次生命，第一次是由母雞產下，代表「新生」，第二次則是破殼而出，代表「重生」，重生也就象徵了復活。

## 復活蛋的起源
美索不達米亞的早期基督教把蛋染紅以紀念耶穌基督在所流的寶血。
在复活节时，天主教信徒会把蛋涂成红色，请神父祝圣，自己也用作礼物送给朋友，这就是送彩蛋的最早起源。

## 各个地区
在日耳曼文化地区（德意志地區、北欧和英語世界），复活节彩蛋通常和复活节兔一起出现。也有人认为复活节蛋是由复活节兔子带来的。
在法国和比利时，据说蛋是由天空中飞过的鐘扔下的。在基督教的传统中，教堂的钟会在复活节前一个周五保持沉默，为了纪念受难而死的基督，然后在复活节的早上重新敲响来纪念主的重生。教堂的钟，会带着翅膀，先飞向罗马，再在复活节的早上飞回来，途中洒落复活节的蛋。在東歐斯拉夫民族中，該地區的彩蛋外觀都十分華麗。

## 在互动产品中
在包括電腦、電子遊戲機、影碟等各种互動媒體之中的特意放置的娱乐用隱藏功能或隱藏訊息亦被称作“复活节彩蛋”。